# Сэмюэлс, Скайлер
Ска́йлер Ро́уз Сэ́мюэлс (англ. Skyler Rose Samuels, род. 14 апреля 1994, Лос-Анджелес, Калифорния, США) — американская актриса.

## Биография
Скайлер Сэмюэлс родилась 14 апреля 1994 года в Лос-Анджелесе, штат Калифорния и росла вместе с тремя братьями и сестрой. Скайлер проводит полный день в средней школе Лос-Анджелеса, где она и живёт со своей семьей. Родные и друзья называют актрису просто Скай. В свободное время она любит фотографировать, заниматься пилатесом, путешествовать и проводить время с семьёй и друзьями. Нелюбимый предмет — информатика. В 2016 году Скайлер закончила Стенфорд. Также сосоздательница приложения Tipster. 4 марта 2024 года Скайлер подтвердила, что замужем в Wizards of Waverly Pod. В апреле 2024 года в Instagram Скайлер рассказала, что у нее родился первый ребенок.

## Семья
Сэмюэлс — дочь Кэти, продюсера устной серии, и Скотта, Маршала США. Она имеет трёх братьев: Коди, Харрисона и Джека, и одну сестру — Хизер.

## Карьера
Она начала свою карьеру с 2004 года, сыграв небольшую роль в одном из эпизодов семейной комедии «Дрейк и Джош». За ней последовали работы в ряде телешоу канала Disney Channel, включая сериал «Волшебники из Вэйверли Плэйс» с Селеной Гомес, ситкомы «Все тип-топ, или Жизнь Зака и Коди», «Такая Рэйвен» и «Лав Инкорпорейшн».
В 2010 году Сэмюэлс появилась в роли Эмбер (Amber) в семейной кинокомедии «Месть пушистых» с Бренданом Фрейзером и Брук Шилдс в главных ролях. Годом раньше Скайлер работала на одной площадке с актёрами Диланом Уолшем и Пенном Бэджли на съемках триллера «Отчим».
В 2010 году Сэмюэлс сыграла в сериале «Врата» Суккуба по имени Энди, но сериал был закрыт. Позже, в 2011 году она сыграла в сериале «Девять жизней Хлои Кинг» этот проект тоже принес ей успех. В нём она сыграла главную героиню Хлою,которая обнаруживает у себя необычные способности, включая девять жизней, сверхчеловеческую скорость, силу, слух и ловкость, а также умение карабкаться по стенам как кошка.С 31 июля 2013 года, велись съёмки фильма «Вертолётная мама», премьера которого состоялась 1 января 2014 года. Сыграла одну из главных ролей в сериале «Королевы крика». С 2017 по 2019 годы исполняла роль сестёр Эсме, Фиби и Софи Фрост в телесериале Fox «Одарённые»

## Фильмография
| Год       |     | Русское название                   | Оригинальное название                                    | Роль                               |
| --------- | --- | ---------------------------------- | -------------------------------------------------------- | ---------------------------------- |
| 2004      | с   | Дрейк и Джош                       | Drake & Josh                                             | Эшли Блэйк                         |
| 2004      | ф   | Младший пилот                      | Junior Pilot                                             | Мэри Джо                           |
| 2005      | с   | Все тип-топ, или Жизнь Зака и Коди | The Suite Life of Zack & Cody                            | Брианна                            |
| 2005      | с   | Такая Рэйвен                       | That's So Raven                                          | Крисси Коллинз                     |
| 2002      | кор |                                    | A Host of Trouble                                        | Морин                              |
| 2005      | кор |                                    | The Adventures of Big Handsome Guy and His Little Friend | Молодая супер горячая девушка      |
| 2006      | с   | Лав Инкорпорейшн                   | Love, Inc.                                               | Морин                              |
| 2007—2008 | с   | Волшебники из Вэйверли Плэйс       | Wizards of Waverly Place                                 | Джиджи Холлингсворт                |
| 2009      | ф   | Отчим                              | The Stepfather                                           | Бет Хардинг                        |
| 2009      | тф  |                                    | Bless This Mess                                          | Либби                              |
| 2010      | ф   | Месть пушистых                     | Furry Vengeance                                          | Эмбер                              |
| 2010      | с   | Врата                              | The Gates                                                | Энди Бейтс                         |
| 2011      | с   | Девять жизней Хлои Кинг            | The Nine Lives of Chloe King                             | Хлоя Кинг                          |
| 2013      | тф  |                                    | Bloodline                                                | Bird Benson                        |
| 2014      | ф   | Вертолётная мама                   | Helicopter Mom                                           | Кэрри                              |
| 2014      | ф   |                                    | Sharon 1.2.3.                                            | Шарон #3                           |
| 2014      | с   | Американская история ужасов        | American Horror Story: Freak Show                        | Бонни Липтон                       |
| 2015      | ф   | Простушка                          | The Duff                                                 | Джесс                              |
| 2015—2016 | с   | Королевы крика                     | Scream Queens                                            | Грэйс Гарднер                      |
| 2017—2019 | с   | Одарённые                          | The Gifted                                               | Эсме Фрост, Фиби Фрост, Софи Фрост |

## Награды
| Год       | Результат          | Премия               | Категория                      | Номинант |
| --------- | ------------------ | -------------------- | ------------------------------ | -------- |
| 2011      |                    |                      |                                |          |
| Номинация | Teen Choice Awards | Choice Breakout Show | «The Nine Lives of Chloe King» |          |
| Номинация | Teen Choice Awards | Choice Breakout Star | Скайлер Сэмюэлс                |          |